# Hawkey Franzén
Karl Börje Vilhelm Hawkey Franzén, ursprungligen Karl Börje Vilhelm Franzén, född 29 mars 1946 i Böda församling på Öland, Kalmar län, död 5 juni 2024 i Ödeshögs distrikt, Östergötlands län, var en svensk sångare och låtskrivare.

## Biografi
Franzén bildade 1961 Red River Band, vilket 1963 ombildades till Lea Riders Group. Efter att detta band upplösts 1968 blev Franzén dömd till en månads fängelse för totalvägran. I fängelset träffade han Björn J:son Lindh, som dömts för samma brott, och tillsammans skrev de låtarna till Franzéns första soloalbum, Visa från Djupvik. På detta album medverkar Janne Carlsson, Red Mitchell, Kenny Håkansson och Bella Ferlin. Franzén och J:son Lindh bildade även Jason's Fleece tillsammans med Sam Ellison. Efter att detta band upplösts var Franzén verksam som soloartist. År 1984 och 1996 medverkade han på Visfestivalen i Västervik. 1994 bildade han bluesWeed(blåeld) med Bosse Norgren, Hazze Wasén och Björn "Böna" Nordstedt. Bandet existerade drygt ett år och hann medverka live i TV.

## Diskografi
- 1966 - Lost love/Tryin´ Lea Riders Group (singel Philips PF 350293)
- 1966 - Got No Woman/But I am, and Who cares? Lea Riders Group (singel Philips PF 350297)
- 1967 - The Situation´s Rare/Key To The Riddle  Lea Riders Group (singel Philips PF 350313)
- 1967 - Ain't It Strange?/Beloved Baby  Lea Riders Group (singel Philips PF 350318)
- 1968 - The Forgotten Generation/Dom Kallar Oss Mods  Lea Riders Group (singel Philips PF 350334)
- 1970 – Visa från Djupvik (Mercury MCY 134 700)
- 1970 – Tyst/Visa från Djupvik (singel, Mercury 6062 004)
- 1970 - Jason's Fleece (Sam Ellison, Hawkey Franzén, Björn J:son Lindh - Mercury 6363 002)
- 1970 – Jag vill ha en lessen/Axelsson (Sam-Hawkey-J:son, singel, Mercury 6062 008)
- 1970 – I dag sköt jag ihjäl en okänd man/Gotta Get Away (Sam & Hawkey, singel, Zoom Z1113)
- 1971 – Visa från gungor och sand (MNW 15P)
- 1971 – Visa från och till (Mercury 6363 004)
- 1972 – Visa av och med (Viking VIM4000)
- 1972 – Jag har städat mitt rum/Men tiden gör ingenting (singel, Viking VIS1002)
- 1981 – Smulvisor & bitlåtar (tillsammans med Ulla Wiklund, Sonet SLP-2690/kassett Cirkusserien CKA-3312)
- 1985 – Det blåser på månen (Air Music 1016/kassett AIRMK 1016)
- 1986 - Visa från gungor och sand  (kassett RockRose LMP-1)
- 1987 - Plötsligt skulle vi skiljas (RockRose LMP-2/kassett LMPK-2)
- 1989 - lea riders group - Lea Riders Group (Garageland records BF 627)
- 1996 – Många varv kring solen (Phontastic PHONT NCD 8850)
- 1998 - Lea Riders Group The Forgotten Generation - Swedish Rock History volym 2 (Garageland records GRCD032)
- 2005 – Stig Dagerman (Gazell GAFCD-1086)
- 2014 - The Academy Takes (Hawkey Franzén & Sture Nordin, RockRose RRCD-2)
- 2018 - Lea Riders Group The singles 1966-68 (Universal Music AB 060255762873.LC01846)